# Liquid cooled
De aanduiding LC komt in veel type-aanduidingen van motorfietsen voor.
Het staat voor: Liquid Cooled (vloeistof gekoeld). De aanduiding kwam in navolging van de Yamaha RD 350 LC op veel vloeistofgekoelde machines voor in de tijd dat luchtkoeling nog het meest werd toegepast. Voorbeelden: KTM LC 4- en LC 8 typen, Fantic Raider 250 LC, Kramer LC 250, Sachs K 50 Ultra 11 LC. Bij de - luchtgekoelde - Suzuki VL 1500 LC Intruder staan de letters LC voor Legendary Classic.